# Großsporthalle Hämmerlingstraße
Die Großsporthalle Hämmerlingstraße ist eine Mehrzweck-Sporthalle im Berliner Bezirk Treptow-Köpenick.

## Lage und Ausstattung
Die Sportstätte befindet sich im Westen Köpenicks kurz vor der Ortsgrenze zu Oberschöneweide und liegt an der namensgebenden Hämmerlingstraße in unmittelbarer Nachbarschaft zum Stadion An der Alten Försterei. Sie bietet Sitzplätze für 1000 Zuschauer an.
Die Halle verfügt über drei voneinander abtrennbare Kleinfelder, die sich zu einer großen Spielfläche zusammenfügen lassen. Das Volleyballfeld ist farblich hervorgehoben. Zusätzlich zur Halle wurden Umkleide- und Duschräume für die angrenzenden Fußballplätze geschaffen.

## Geschichte
Die Großsporthalle wurde von den Berliner Architekten Numrich Albrecht Klumpp entworfen. Zuvor befand sich an der gleichen Stelle eine 1969/70 erbaute Ballsporthalle. Die neue Halle wurde am 24. Oktober 2009 eröffnet und dient seitdem vor allem der 1. Frauenmannschaft des BBSC als Trainings- und Heimspielstätte in der 2. Frauen-Bundesliga. Daneben dient der Umkleidetrakt auch dem Jugendleistungszentrum des 1. FC Union Berlin, der in der Alten Försterei seine Heimspiele austrägt.